# Wang Lingguan
Wang Lingguan (chinesisch 王靈官, Pinyin Wáng Língguān – „Göttlicher Beamter Wang“) ist die Wächter-Gottheit daoistischer Tempel und Klöster. Häufig wird ein Bildnis Wang Lingguans in der „Halle des Göttlichen Beamten“ aufgestellt, am Eingang des Tempels oder Klosters. So beispielsweise im Baiyun Guan in Peking.
In der Reise nach Westen und anderen Novellen bewacht Wang Lingguan den Palast Yuhuangs.
In Hagiographien erscheint Wang Lingguan unter dem Namen Wang Shan, dem Schüler eines berühmten Praktizierenden der Donnerrituale (Leifa), Sa Shoujian (evtl. 12. Jahrhundert).
Wang Lingguan wurde kultisch als Donner- oder Feuergott verehrt, besonders in Südwestchina. Teilweise werden in Zusammenhang mit ihm jedoch auch Kinderopfer erwähnt, so dass sein Kult auch einen anderen Ursprung haben könnte.
Die Praxis von Ritualen, die Wang Lingguan betreffen, wurde von einem Hangzhouer Daoisten namens Zhou Side (1359–1451) wahrscheinlich zum ersten Mal ausgeführt, was dazu beitrug, dass sein Kult sich legitimierte und entwickelte.
Wang Lingguan gilt als Dämonenabwehrer und -austreiber, so dass er eine exorzistische Gottheit darstellt. Im Daofa Huiyan sind Rituale beschrieben, die ihn in dieser Absicht invozieren.
Während der Aufführung von Ritual-Opern erscheint Wang Lingguan ebenfalls auf der Bühne, um Dämonen zu exorzieren.